# حمص وحلاوة (فلم)
حمص وحلاوة هو فيلمٌ مصري ٌ بدأ عرضه في 18 يناير 2024، في السعودية.
اجتمع في الفيلم عدد من نجوم الغناء الشعبي، وهو آخر فيلم يخرجه المخرج أحمد البدري.
اسم الفيلم مأخوذٌ من شخصيات فيلم سمع هس المُنتج عام 1991، حيث أدى فيه ممدوح عبد العليم، وليلى علوي، شخصيتي حمص وحلاوة، والحمص والحلاوة (السكر) عموماً هما من مكونات
الحُمُّصية، وهي حلوى من حوليات المولد النبوي في مصر.

## قصة الفيلم
ثلاثة أشخاص يعملون بأحد الفنادق، يلتقون بفتاة اسمها حلاوة (أمينة)، وتبدأ بينهم قصة حبٍ من طرف واحد.

## إنتاج الفيلم
الفيلم من تأليف سيد السبكي، وإخراج أحمد البدري. وانتهى تصويره في يوليو 2023، وضم عدداً كبيرا من نجوم الغناء الشعبي، منهم أمينة، ومحمود الليثي، ومحمد أسامة، وأحمد شيبة، وعبد الباسط حمودة، ورضا البحراوي، وحسن الخلعي، والممثل حجاج عبد العظيم.
كما يشترك في الفيلم أيضاً مؤدوا أغاني المهرجانات حسن شاكوش، وعمر كمال، وعصام صاصا، وحمو بيكا. كما يشترك في التمثيل كل من بدرية طلبة، وسامي مغاوري.
وكان المطرب الشعبي سعد الصغير مشاركاً في الفيلم، لكن حل محله حمو بيكا.
توفي مخرج الفيلم أحمد البدري في 15 ديسمبر 2023، قبل عرض فيلمه، ولذلك كتبت أرملته رسالة مؤثرة يوم عرض الفيلم في 18 يناير 2024.